# Játék határok nélkül 1998
Az 1998-as Játék határok nélkül a sorozat 29. évada volt.
- Helyszín: Trento, Olaszország
- Műsorvezetők: Borbás Mária, Joó Sándor (1. elődöntő), Gundel Takács Gábor (2-9. elődöntők, döntő)
- Nemzeti Bíró: Hovorka Orsolya

## Részt vevő országok
- Svájc (CH): Piros
- Franciaország (F): Világoskék
- Görögország (GR): Sötétkék
- Magyarország (H): Sárga
- Olaszország (I): Fehér
- Hollandia (NL): Narancssárga
- Portugália (P): Zöld

## 1. elődöntő
| Hely | Ország | Város         | Pont |
| ---- | ------ | ------------- | ---- |
| 1    | P      | Lamego        | 86   |
| 2    | NL     | Vlieland      | 76   |
| 3    | I      | Borgosesia    | 74   |
| 4    | GR     | Ídra          | 65   |
| 5    | H      | Eger          | 61   |
| 6    | CH     | Stabio        | 59   |
| 7    | F      | Sainte-Maxime | 43   |

## 2. elődöntő
| Hely | Ország | Város                | Pont |
| ---- | ------ | -------------------- | ---- |
| 1    | I      | Val Gardena Südtirol | 88   |
| 2    | NL     | Haarlemmermeer       | 72   |
| 3    | H      | Tiszaújváros         | 66   |
| 4    | P      | Amadora              | 63   |
| 4    | F      | Perros-Guirec        | 63   |
| 6    | GR     | Joánina              | 60   |
| 7    | CH     | Ascona               | 55   |

## 3. elődöntő
| Hely | Ország | Város            | Pont |
| ---- | ------ | ---------------- | ---- |
| 1    | P      | Águeda           | 80   |
| 2    | H      | Gyöngyös         | 77   |
| 3    | GR     | Nea Philadelphia | 76   |
| 3    | CH     | Monte Generoso   | 76   |
| 5    | F      | La Grande-Motte  | 60   |
| 6    | I      | Realmonte        | 48   |
| 7    | NL     | Breda            | 42   |

## 4. elődöntő
| Hely | Ország | Város                   | Pont |
| ---- | ------ | ----------------------- | ---- |
| 1    | F      | La Clusaz               | 74   |
| 2    | GR     | Limni Evias             | 72   |
| 3    | P      | Vila Franca de Xira     | 71   |
| 4    | CH     | Martigny                | 70   |
| 5    | NL     | Alphen aan den Rijn     | 69   |
| 6    | H      | Budapest XVIII. kerület | 62   |
| 7    | I      | Bibione                 | 53   |

## 5. elődöntő
| Hely | Ország | Város                | Pont |
| ---- | ------ | -------------------- | ---- |
| 1    | P      | Torres Vedras        | 80   |
| 2    | F      | Cambrai              | 77   |
| 2    | CH     | Regione San Gottardo | 77   |
| 4    | H      | Miskolc              | 70   |
| 5    | NL     | Meppel               | 65   |
| 6    | GR     | Elefszína            | 54   |
| 7    | I      | Valtopina            | 52   |

## 6. elődöntő
| Hely | Ország | Város               | Pont |
| ---- | ------ | ------------------- | ---- |
| 1    | GR     | Komotíni            | 83   |
| 2    | I      | Val di Sole         | 79   |
| 3    | NL     | Heerlen             | 70   |
| 4    | P      | Oeiras              | 68   |
| 5    | H      | Budapest V. kerület | 65   |
| 6    | F      | Royan               | 62   |
| 7    | CH     | Novazzano           | 42   |

## 7. elődöntő
| Hely | Ország | Város                | Pont |
| ---- | ------ | -------------------- | ---- |
| 1    | P      | Peniche              | 88   |
| 2    | GR     | Katastari-Zákinthosz | 81   |
| 3    | CH     | Bellinzona           | 69   |
| 4    | NL     | Hilversum            | 64   |
| 5    | H      | Hajdúszoboszló       | 63   |
| 6    | I      | Torre Annunziata     | 53   |
| 7    | F      | Mâcon                | 50   |

Ez volt az az elődöntő, ahol az egyik görög játékos olyan súlyosan megsérült, hogy kérdéses volt, hogy egyáltalán életben marad-e. Végül felépült a sérüléséből.

## 8. elődöntő
| Hely | Ország | Város          | Pont |
| ---- | ------ | -------------- | ---- |
| 1    | H      | Százhalombatta | 91   |
| 2    | CH     | Valposchiavo   | 78   |
| 3    | I      | Mondragone     | 69   |
| 4    | F      | Périgueux      | 62   |
| 5    | GR     | Chios          | 56   |
| 6    | P      | Sintra         | 52   |
| 7    | NL     | De Marne       | 51   |

## 9. elődöntő
| Hely | Ország | Város                 | Pont |
| ---- | ------ | --------------------- | ---- |
| 1    | H      | Budapest XII. kerület | 80   |
| 2    | P      | Mafra                 | 79   |
| 3    | CH     | Val di Blenio         | 71   |
| 3    | GR     | Trípoli               | 71   |
| 5    | NL     | Roermond              | 66   |
| 6    | I      | Catanzaro             | 54   |
| 7    | F      | Nevers                | 36   |

## Döntő
Az alábbi csapatok jutottak a döntőbe.
| Ország | Város                | Hely | Pont | Elődöntő |
| ------ | -------------------- | ---- | ---- | -------- |
| CH     | Valposchiavo         | 2    | 78   | 8        |
| F      | La Clusaz            | 1    | 74   | 4        |
| GR     | Komotíni             | 1    | 83   | 6        |
| H      | Százhalombatta       | 1    | 91   | 8        |
| I      | Val Gardena Südtirol | 1    | 88   | 2        |
| NL     | Vlieland             | 2    | 76   | 1        |
| P      | Peniche              | 1    | 88   | 7        |

A francia Cambrai csapat az 5. elődöntőben 77 pontot szerzett, de azzal csak másodikok tudtak lenni, így La Clusaz jutott a döntőbe.
Döntő eredménye
| Hely | Ország | Város                | Pont |
| ---- | ------ | -------------------- | ---- |
| 1    | H      | Százhalombatta       | 79   |
| 2    | GR     | Komotíni             | 74   |
| 3    | NL     | Vlieland             | 67   |
| 4    | CH     | Valposchiavo         | 66   |
| 5    | I      | Val Gardena Südtirol | 61   |
| 5    | F      | La Clusaz            | 61   |
| 7    | P      | Peniche              | 54   |